# Томін Микола Миколайович
Мико́ла Микола́йович То́мін (*28 грудня 1948, Запоріжжя) — український радянський гандболіст, олімпійський чемпіон монреальської Олімпіади в складі збірної СРСР.

## Спортивна кар'єра
До збірної команди СРСР входив в 1972-1980.
На монреальській Олімпіаді зіграв шість матчів як воротар. Через чотири роки, на Олімпіаді в Москві, Томін разом із командою завоював срібні нагороди, знову зігравши всі шість матчів.
На чемпіонаті світу 1978 отримав срібну медаль.
У чемпіонаті СРСР виступав за клуби ЗІІ (Запоріжжя) та ЦСКА (Москва). Чемпіон СРСР (1976—1979). Переможець Спартакіади народів СРСР у 1975 і 1979 роках.

## Державні нагороди
Заслужений майстер спорту СРСР. Нагороджений медаллю «За трудову відзнаку».